# Les Domaines hantés
Les Domaines hantés (titre original : Other Voices, Other Rooms) est le premier roman publié de Truman Capote, originellement édité en 1948 chez Random House.
La traduction française, réalisée par Maurice-Edgar Coindreau, est parue en 1949 aux éditions Gallimard.

## Résumé
Après la mort de sa mère, le jeune Joel Harrison Knox, un garçon solitaire et efféminé, quitte la Nouvelle-Orléans pour vivre avec son père, qui l'a abandonné au moment de sa naissance. En arrivant au Landing, un vaste manoir en ruine situé dans une plantation isolée du Mississippi, Joel rencontre sa belle-mère Amy et  son cousin Randolph, entre autres personnages. Néanmoins, le destin de son père reste un mystère.

## Adaptations
En 1995, Robert Stigwood produit une version cinématographique des Domaines hantés, intitulée Other Voices, Other Roooms et réalisée par David Rocksavage. Le film est présenté en octobre dans le cadre du Festival international du film des Hamptons, avec Lothaire Bluteau dans le rôle de Rudolph, David Speck dans celui de Joel, April Turner dans celui de Zoo et Anna Thomson dans celui d'Amy. Le film est sorti officiellement dans les salles des États-Unis le 5 décembre 1997, et a été nommé au Festival international du film de Chicago, en 1996.